# Trboušany
Trboušany (en allemand : Pausche) est une commune du district de Brno-Campagne, dans la région de Moravie-du-Sud, en République tchèque. Sa population s'élevait à 380 habitants en 2020.

## Géographie
Trboušany se trouve à 3 km au sud du centre de Dolní Kounice, à 20 km au sud-ouest de Brno et à 186 km au sud-est de Prague.
La commune est limitée par Nové Bránice et Dolní Kounice au nord, par Pravlov à l'est, par Kupařovice au sud-est, par Jezeřany-Maršovice au sud et au sud-ouest, et par Moravský Krumlov à l'ouest.

## Histoire
La première mention écrite de la localité date de 1537.